# Nguyễn Thị Xuyên
Nguyễn Thị Xuyên (chữ Hán: 阮氏川; 24 tháng 7 năm 1808 – 30 tháng 9 năm 1885), còn có húy là Quyên, phong hiệu Nhị giai Thục phi (二階淑妃), là một cung phi của vua Thiệu Trị nhà Nguyễn trong lịch sử Việt Nam.

## Tiểu sử

### Gia thế
Thục phi Nguyễn Thị Xuyên nguyên quán ở phường Thuận Trạch (huyện Lệ Thủy, tỉnh Quảng Bình). Bà sinh ngày 2 tháng 6 (âm lịch) năm Gia Long thứ 6 (1808), là con gái của Chưởng cơ Nguyễn Văn Phụng. Ông Phụng được giao nhiệm vụ trông coi việc binh lính tại Hải Dương.
Bà Xuyên còn một người chị, cũng được đưa vào phủ của Trường Khánh công Miên Tông (vua Thiệu Trị sau này), là bà Nguyễn Thị Yên. Chưởng cơ Phụng còn có một người con trai tên là Tuấn, được ban hôn với Gia Lạc Công chúa Nhàn Thục, hoàng nữ thứ 29 của vua Minh Mạng, được phong Phò mã Đô úy.

### Nhập cung
Năm Minh Mạng thứ 6 (1825), hai chị em bà Xuyên cùng nhập phủ Trường Khánh làm thiếp cho hoàng tử trưởng Miên Tông.
Năm 1826, bà Xuyên hạ sinh An Mỹ Công chúa Huy Nhu. Công chúa còn nhỏ mà tính tình hiếu thuận, đoan nhã, có nữ tắc, được cha yêu mến. Năm 1833, bà sinh tiếp Thụy Thái vương Hồng Y.
Năm 1841, vua Thiệu Trị đăng cơ, bà Xuyên cùng các bà Phủ thiếp khác của ông đều được gọi chung làm Cung tần (宮嬪), chờ mãn tang vua Minh Mạng mới phân định thứ bậc.
Tháng giêng năm Thiệu Trị thứ 3 (1843), bà hạ sinh Hồng Kỳ, nhưng hoàng tử bạc mệnh chỉ sống được 4 tháng sau thì qua đời. Tháng 5 (âm lịch) cùng năm, Thiệu Trị đại phong hậu cung, bà Xuyên được sách phong làm Tam giai Đức tần (三階德嬪). Các phong hiệu từ cao đến thấp trong hàng Tam giai bao gồm Quý tần (貴嬪) (truy phong cho Diễm nhân Đinh Thị Hạnh), Lương tần (良嬪) (Võ Thị Viên tại vị) và Đức tần (德嬪) (bà Xuyên tại vị). Nguyễn Thị Yên, chị của bà Xuyên, được phong làm Nhu tần ở hàng Tứ giai, thấp hơn em gái một bậc.
Năm Thiệu Trị thứ 6 (1846), Đức tần Nguyễn thị được tấn phong làm Nhị giai Thục phi (二階淑妃), cũng là vị Phi duy nhất ở hàng Nhị giai. Chức Đức tần sau đó được phong cho Tứ giai Ý tần Nguyễn Thị Huyên.
Ngày 22 tháng 8 (âm lịch) năm Ất Dậu, Hàm Nghi năm thứ nhất, bà Thục phi qua đời, thọ 78 tuổi, được ban thụy là Ý Thuận (懿順). Bà được an táng tại làng Dương Xuân Thượng (nay là một phần của phường Thủy Xuân, thành phố Huế).

## Hậu duệ
Mặc dù hoàng tử Hồng Y không làm vua, nhưng hậu duệ của hoàng tử, tức cháu chắt của bà Thục phi Nguyễn Thị Xuyên, lại được chọn kế vị ngai vàng vào thời điểm Pháp xâm lược Việt Nam. Thoại Thái vương Hồng Y là thân phụ của vua Dục Đức, từ đó có thể suy ra bà Thục phi là Tổ mẫu của Dục Đức, là Tằng tổ mẫu của Thành Thái và là Cao tổ mẫu của Duy Tân. Nhưng trên danh nghĩa, bà Từ Dụ mới là Đích tổ mẫu của các vị vua trên.

## Trong văn hóa đại chúng
| Năm  | Tác Phẩm        | Diễn Viên      | Nhân Vật          |
| 2020 | 《Phượng khấu》 | NSƯT Ngọc Hiệp | Nguyễn Tịnh Xuyên |